# 南布羅內山
46°13′52″N 10°46′30″E / 46.23104°N 10.77506°E
南布羅內山（義大利語：Monte Nambrone），是意大利的山峰，位於該國北部，由倫巴第大區負責管轄，屬於阿達梅洛-普雷薩內拉阿爾卑斯山脈的一部分，海拔高度2,625米，每年平均降雨量1,357毫米。